# Ennis (Texas)
Ennis es una ciudad ubicada en el condado de Ellis en el estado estadounidense de Texas. En el Censo de 2010 tenía una población de 18.513 habitantes y una densidad poblacional de 253,69 personas por km².

## Geografía
Ennis se encuentra ubicada en las coordenadas 32°19′33″N 96°38′16″O / 32.32583, -96.63778. Según la Oficina del Censo de los Estados Unidos, Ennis tiene una superficie total de 72.98 km², de la cual 71.62 km² corresponden a tierra firme y (1.85%) 1.35 km² es agua.

## Demografía
Según el censo de 2010, había 18.513 personas residiendo en Ennis. La densidad de población era de 253,69 hab./km². De los 18.513 habitantes, Ennis estaba compuesto por el 64.51% blancos, el 14.07% eran afroamericanos, el 0.7% eran amerindios, el 0.53% eran asiáticos, el 0.17% eran isleños del Pacífico, el 17.66% eran de otras razas y el 2.36% pertenecían a dos o más razas. Del total de la población el 40.27% eran hispanos o latinos de cualquier raza.